# H&K P2000
H&K P2000は、ドイツの銃器メーカーであるH&K社が同社のH&K USPをベースとして開発した自動拳銃である。

## 概要
H&K USP（正確にはUSP コンパクトのドイツ制式採用版のP10）の小型改良版として2001年に開発されたのがこのP2000である。
元々多くのバリエーションを持つUSPではあるが、女性警察官からグリップが太すぎるとの声が上がっていた。そこで、同じくドイツの銃器メーカーであるカール・ワルサー社のP99の特徴であるバックストラップを交換可能とする事で、手の小さい女性でもグリップがフィットする設計になったのと同時に、左利きの射手に配慮し、操作系統も交換できるようになっている。この特徴から、P2000は極力左右対称のデザインとなっている。
また、グロック17のセーフアクション、P99のクイックアクション機構と同様、撃針がダブルアクションとシングルアクションの中間にあり、双方の重さとストローク（長さ）で引き金を引く機構（LEM）を採用している。
弾薬は9x19mmパラベラム弾と.40S&W弾のほか、オプションで.357SIG弾を選択できる。
また、近年では日本の警察がP2000を装備している。日本警察のP2000には専用のランヤードが付属し、弾薬は9mmパラベラム弾を使用している。

## バリエーション
P2000
P2000SK
P2000のコンパクトバージョン。SKは「Sub Kompakt」を意味する。
また、引き金を引く重さの違い、システムの相違からV1-V5（ヴァリアント）までのバリエーションが存在する。V3では通常のダブルアクション、V5ではDAO（ダブルアクションオンリー）が採用されている。

## 登場作品

### 映画
『インセプション』
イームスが夢の中で使用。
『ダイ・ハード4.0』
マイがサプレッサーつきのSKを使用する。
『ナイト&デイ』
ロイ・ミラーが使用。
『ヒットマン』
インターポール捜査官、マイケル・ウィッティアが使用。
『藁の楯』
主人公らSPたちが使用する。

### アニメ
『名探偵コナン 純黒の悪夢』
風見裕也を始め公安警察の捜査官達が所持。

### ゲーム
『グランド・セフト・オートV』
「軍用ピストル」の名称で登場する。